# Vestermarkskolen (Odder)
 For alternative betydninger, se Vestermarkskolen. (Se også artikler, som begynder med Vestermarkskolen)
Vestermarkskolen er en folkeskole i Odder by, Odder Kommune, og en del af Vestskolen bestående af skovbakkeskolen og Vestermarken, som ledes af Erik Nygaard Mønster. Skolen har cirka 400 elever fordelt fra børnehaveklasse til 6. klasse. Skolebestyrelsesformanden er Tina Strand. Skolen er to eller tre-sporet (antal klasser/årgang). Efter 6. kl. sendes eleverne til Skovbakkeskolen i Odder.